# Torre Nueva (La Línea de la Concepción)
La Torre Nueva, también denominada Torrenueva y a veces Torre Sabá por encontrarse en una zona conocida como El Zabal, es una almenara situada en la localidad andaluza de La Línea de la Concepción, España. Esta construcción formó parte del sistema de torres de vigilancia costera durante el siglo XVI frente a la incursión de piratas berberiscos. Se comunicaba visualmente con la Torre Nueva de Guadiaro y la Torre Carbonera. Actualmente se encuentra en relativo buen estado de conservación integrado en la playa de Torrenueva a la que da nombre.
Se trata de una torre de planta circular con 7,25 metros de diámetro y 12 metros de altura construida mediante mampuestos con argamasa con una habitación interior de 4,40 metros de diámetro y 7,50 metros de altura con cúpula de ladrillo a la que se accede mediante una puerta situada a 3,70 metros de altura. En esta habitación se situaba una chimenea destinada a los guardias de la torre, una puerta secundaria situada en un habitáculo interior que permitía la subida al terrado y una ventana. Desde la estancia interior se accede al terrado por una escalera helicoidal integrada en los muros. El terrado posee un parapeto de poco más de un metro de altura en el que se localiza una ladronera en la misma vertical que la puerta con sendas aspilleras a sus lados.
Esta torre tenía capacidad para albergar 5 hombres, 4 soldados y un Cabo y a sus pies se situaba un Cuerpo de Guardia capaz de 12 unidades, 1 cabo y 6 soldados de Infantería y un cabos y 4 soldados de Caballería.